# Route nationale 63 (Grèce)
Pour les articles homonymes, voir Route nationale 63.
La route nationale 63 (en grec moderne : Εθνική Οδός 63, Ethnikí Odós 63, en abrégé EO63) est une route nationale de la région de la Macédoine-Centrale en Grèce.

## Description
La route EO63 part en bifurquant de la route EO12 à environ 5 km à l'ouest de Serrès à Lefkónas.
Puis elle traverse Paleókastro (el), Káto Christós (el), Vamvakófyto et Sidirókastro.
Ensuite elle longe le fleuve Strymon jusqu'à Promachónas au nord jusqu'au poste frontière de Kulata-Promachónas (de) à la frontière avec la Bulgarie, qu'elle rencontre environ un kilomètre plus au nord.
C'est le poste frontière le plus important de Bulgarie.
L'autoroute A25, qui n'est pas encore achevée en 2024, est en grande partie parallèle à la route EO63.

## Tracé
| Km    | Agglomérations lieux | Carte interactive |
| ----- | -------------------- | ----------------- |
| 0 km  | Serrès               |                   |
| 4 km  | Káto Christós (el)   |                   |
|       | Paleókastro (el)     |                   |
|       | Melenikítsi (el)     |                   |
| 14 km | Vamvakófyto          |                   |
| 21 km | Sidirókastro         |                   |
| 37 km | Promachónas          |                   |